# Lista de bairros e divisões de Fortaleza
A cidade de Fortaleza, atualmente está dividida em 121 bairros e em cinco distritos que, historicamente, eram vilas isoladas ou mesmo municípios antigos como foram a Parangaba e a Messejana. Além disso, possui 12 Secretarias Executivas Regionais e 39 Territórios Administrativos.

## Histórico
Em 1911, o município era constituído por dois distritos, Fortaleza e Patrocínio (localizado onde atualmente se situam os bairros Montese, Bom Futuro, Parreão, Jardim América e Damas). Em 1933, a cidade era dividida pelos distritos de Fortaleza, Alto da Balança, Barro Vermelho, Messejana, Mondubim, Parangaba e Pajuçara, não mais figurando o de Patrocínio. No ano de 1936, o distrito de Pajuçara passou a denominar-se Rodolfo Teófilo. Em 1937, o distrito de Barro Vermelho foi renomeado para Antônio Bezerra. Em 1938, foram extintos dois distritos: Rodolfo Teófilo, sendo seu território anexado ao de Maracanaú (que voltaria a se chamar Pajuçara quando o antigo bairro Porangabuçu em Fortaleza foi rebatizado de Rodolfo Teófilo), no município de Maranguape; e Alto da Balança, sendo seu território anexado ao distrito sede de Fortaleza (posteriormente, este último foi subdividido entre o distrito de Porangaba e a sede de Fortaleza, onde a parte pertencente a Porangaba manteve o nome Alto da Balança e as pertencentes à sede viraram Piedade e Parque Pio XII, que tempos depois virariam os bairros Joaquim Távora e São João do Tauape, respectivamente). Em 1943, o distrito de Porangaba passou a denominar-se Parangaba. O município ficou constituído de cinco distritos desde então: Fortaleza, Antônio Bezerra, Messejana, Mondubim e Parangaba.
Desde 1997, durante a gestão do prefeito Juraci Vieira de Magalhães (PMDB-CE), a administração executiva da prefeitura esteve dividida em subprefeituras chamadas de Secretarias Executivas Regionais (as SERs) que foram ao todo 7 (SER I, SER II, SER III, SER IV, SER V, SER VI e a regional do Centro, sendo esta última criada apenas em 2011, pois antes o Centro Histórico fortalezense era vinculado à Regional II). A partir de 2008, as SER foram ainda subdivididas em Áreas Particulares (APs), com o intuito de melhorar a demanda por serviços básicos de infraestrutura, saúde, educação, segurança e meio ambiente em cada secretaria; esta então nova subdivisão levava em consideração a proximidade de bairros com um bairro central em cada região, uma via importante que passe pelos mesmos ou que tenham bairros no entorno, a economia local e as características naturais. As SER não tinham área sobreposta à dos antigos distritos, que não mais tinham função administrativa, mas as sedes das SER eram próximas aos núcleos desses 5 distritos históricos. Porém essa divisão administrativa ficou vigente até 2020. Com o decreto municipal N° 14.899 de 31 de dezembro de 2020, assinado pelo prefeito Roberto Cláudio, Fortaleza passou a ter 12 Secretarias Executivas Regionais e 39 Territórios Administrativos, suspendendo a divisão anterior.

## Bairros
Segue a lista de bairros de Fortaleza. Estes estão organizados por Regionais na ordem crescente, seguido por Territórios e por último o nome do bairro por ordem alfabética.
| Secretaria Executiva Regional | Território | Bairros                       | IDH em 2010 | população em 2010 | Fundação                             | Observações |
| ----------------------------- | ---------- | ----------------------------- | ----------- | ----------------- | ------------------------------------ | --- |
| SER 1                         | 2          | Jardim Guanabara              | 0,325       | 14.919            | 15/10/1970                           | Denominação dada pela Lei nº 3.772, de 09/10/1970. |
| SER 1                         | 2          | Vila Velha                    | 0,272       | 61.617            | 1961                                 | 7 DE DEZEMBRO DE 2017 FEZ 60 ANOS |
| SER 1                         | 3          | Barra do Ceará                | 0,216       | 72.423            | 25/07/1603                           | |
| SER 1                         | 4          | Cristo Redentor               | 0,254       | 26.717            | 02/05/1975                           | Desmembramento do bairro Pirambu, da área mais conhecida como Tirol (Lei nº 4.500, de 24/04/1975). |
| SER 1                         | 4          | Pirambu                       | 0,230       | 17.775            | 1932 Data aniversario 27 de maio     | Data aniversario 27 de maio Lei Ordinária nº 9.366, de 22 de abril de 2008 Art. 1º. Fica estabelecida, no âmbito do Município de Fortaleza, a data oficial de aniversário do Bairro Pirambu, a ser comemorado anualmente no dia 25 de maio. |
| SER 1                         | 5          | Carlito Pamplona              | 0,300       | 29.076            | 21/09/1948                           | Nova denominação do bairro Brasil Oiticica (Lei nº 52, de 16/08/1948). |
| SER 1                         | 5          | Jacarecanga                   | 0,448       | 14.204            | 17/06/1812                           | |
| SER 1                         | 6          | Álvaro Weyne                  | 0,365       | 23.690            | 08/1952 28 de agosto                 | Lei Ordinária nº 9.043, de 21 de novembro de 2005 Art. 1º. Fica incluído no calendário oficial de eventos do Município de Fortaleza o aniversário do bairro Álvaro Weyne.Art. 2º. É determinado o dia 28 de agosto de cada ano à comemoração do aniversário referido no caput do art. 1º desta Lei. |
| SER 1                         | 6          | Floresta                      | 0,224       | 28.896            |                                      | |
| SER 1                         | 6          | Jardim Iracema                | 0,290       | 23.184            | 1958 DATA ANIVERSARIO: 21/09         | 21 de setembro Lei Ordinária nº 9.435, de 25 de novembro de 2008 Art. 1º. Fica estabelecida, no âmbito do Município de Fortaleza, a data oficial de aniversário do bairro Jardim Iracema, a ser comemorado no dia 21 de setembro de cada ano. |
| SER 2                         | 7          | Aldeota                       | 0,867       | 42.361            |                                      | |
| SER 2                         | 7          | Meireles                      | 0,953       | 36.982            |                                      | |
| SER 2                         | 8          | De Lourdes                    | 0,642       | 3.370             | 2005                                 | Criado pela lei municipal 8945/05. |
| SER 2                         | 8          | Papicu                        | 0,530       | 18.370            |                                      | |
| SER 2                         | 8          | Varjota                       | 0,718       | 8.421             |                                      | |
| SER 2                         | 9          | Cais do Porto                 | 0,224       | 22.382            |                                      | |
| SER 2                         | 9          | Mucuripe                      | 0,793       | 13.747            |                                      | |
| SER 2                         | 9          | Vicente Pinzon                | 0,331       | 45.518            |                                      | |
| SER 2                         | 10         | Dionísio Torres               | 0,860       | 15.634            | 13/12/1967                           | Nova denominação do bairro Estância (Lei nº 3.500, de 09/12/1967). |
| SER 2                         | 10         | Joaquim Távora                | 0,663       | 23.450            |                                      | |
| SER 2                         | 10         | São João do Tauape            | 0,492       | 27.598            |                                      | |
| SER 3                         | 11         | Antônio Bezerra               | 0,348       | 25.846            | 28/07                                | Anteriormente chamado de Barro Vermelho. Lei Ordinária nº 9.663, de 07 de julho de 2010 Art. 1º. Fica estabelecida, no âmbito do Município de Fortaleza, a data oficial de aniversário do bairro Antônio Bezerra, a ser comemorado no dia 28 de julho de cada ano. |
| SER 3                         | 11         | Olavo Oliveira                | 0,230       |                   | 12/03                                | Lei Ordinária nº 9.875, de 30 de dezembro de 2011 Art. 1º. Fica estabelecida, no âmbito do Município de Fortaleza, a data oficial de aniversário do bairro Itaperi, a ser comemorado no dia 12 de março de cada ano. |
| SER 3                         | 11         | Quintino Cunha                | 0,223       | 47.277            |                                      | |
| SER 3                         | 12         | Padre Andrade                 | 0,361       | 12.936            | 30/05/1951                           | Nova denominação do bairro Cachoeirinha (Lei nº 321, de 16/05/1951). |
| SER 3                         | 12         | Presidente Kennedy            | 0,429       | 23.004            |                                      | |
| SER 3                         | 13         | Ellery                        | 0,416       | 7.863             | 31/12/1956                           | Denominação oficial dada à Vila Ellery (Lei nº 1.132, de 31/12/1956). Lei Ordinária nº 9.390, de 26 de junho de 2008 Art. 1º. Fica estabelecido o dia 31 de dezembro como a data oficial de aniversário do Bairro Ellery, município de Fortaleza. Parágrafo único O aniversário do Bairro Ellery constará do calendário oficial de eventos do Município de Fortaleza.                                                                   |
| SER 3                         | 13         | Farias Brito                  | 0,500       | 12.063            |                                      | Conhecido popularmente como Otávio Bonfim. |
| SER 3                         | 13         | Monte Castelo                 | 0,435       | 13.215            | 1945                                 | |
| SER 3                         | 13         | São Gerardo                   | 0,594       | 14.505            | 28/10/1981                           | Anteriormente denominado Alagadiço. Limite: ao Norte Av. Sgt Hermínio, Av Canal e Rua Cassimiro Montenegro, ao Sul Av Bezerra de Menezes, Rua Azevedo bolão, ao Leste R Teófilo Gurgel e R Pe Graça, ao Oeste Av Humberto Monte e R Joaquim Marques. |
| SER 3                         | 14         | Amadeu Furtado                | 0,588       | 11.703            |                                      | |
| SER 3                         | 14         | Parque Araxá                  | 0,587       | 6.715             |                                      | |
| SER 3                         | 14         | Parquelândia                  | 0,628       | 14.432            | 21/12/1988                           | Denominação oficial dada pela Lei nº 6.363, de 08/12/1988. Limites: ao Norte a Av. Bezerra de Menezes (Entre a Av. José Bastos e a Av Humberto Monte. A Leste, a Av José Bastos (entre Bezerra e Jovita). A Sul, Av Jovita Feitosa, Gonçalves Dias e Humberto Monte. A Oeste, Av. Humberto Monte (Entre Av. Bezerra de Menezes e a Rua Pe. Guerra)                                                                                      |
| SER 3                         | 14         | Rodolfo Teófilo               | 0,482       | 19.114            | 29/07/1966                           | Nova denominação do bairro Porangabussu (Lei nº 3.249, de 28/07/1966). |
| SER 4                         | 15         | Benfica                       | 0,618       | 12.954            |                                      | |
| SER 4                         | 15         | Fátima                        | 0,695       | 23.309            | 03/09/1956                           | Nova denominação do bairro Redenção, também conhecido como "13 de Maio" (Lei nº 1.072, de 1956). |
| SER 4                         | 15         | José Bonifácio                | 0,644       | 8.848             |                                      | |
| SER 4                         | 16         | Bom Futuro                    | 0,505       | 6.405             |                                      | |
| SER 4                         | 16         | Damas                         | 0,511       | 10.719            |                                      | |
| SER 4                         | 16         | Jardim América                | 0,444       | 12.264            |                                      | |
| SER 4                         | 16         | Montese                       | 0,473       | 25.970            |                                      | Anteriormente denominado Pirocaia, que em tupi significa "Aldeia dos Peles Vermelhas". Foi renomeado em 1946, por influência do ex-combatente da Segunda Guerra Mundial Raimundo Nonato Ximenes, para homenagear a Batalha de Montese. |
| SER 4                         | 17         | Itaoca                        | 0,373       | 12.477            |                                      | |
| SER 4                         | 17         | Parangaba                     | 0,419       | 30.947            |                                      | |
| SER 4                         | 17         | Vila Peri                     | 0,342       | 20.645            |                                      | |
| SER 4                         | 18         | Aeroporto                     | 0,177       | 8.618             |                                      | |
| SER 4                         | 18         | Parreão                       | 0,572       | 11.072            |                                      | |
| SER 4                         | 18         | Vila União                    | 0,467       | 15.378            | 23/08                                | Lei Ordinária nº 9.039, de 21 de novembro de 2005 Parágrafo único O aniversário do bairro Vila União constará do calendário oficial de eventos do Município de Fortaleza. Art. 2º. Fica determinado o dia 23 de agosto de cada ano à comemoração da data instituída no caput do art. 1º desta Lei. |
| SER 5                         | 39         | Bom Jardim                    | 0,195       | 37.758            | 25/03                                | Lei Ordinária nº 9.660, de 07 de julho de 2010 Art. 1º. Fica estabelecida, no âmbito do Município de Fortaleza, a data oficial de aniversário do bairro Bom Jardim, a ser comemorado no dia 25 de março de cada ano. |
| SER 5                         | 39         | Bonsucesso                    | 0,262       | 41.198            |                                      | |
| SER 5                         | 39         | Granja Lisboa                 | 0,170       | 52.042            |                                      | |
| SER 5                         | 39         | Granja Portugal               | 0,190       | 39.651            | 12/09                                | Lei Ordinária nº 9.674, de 30 de julho de 2010 Fica estabelecida, no âmbito do Município de Fortaleza, a data oficial de aniversário do bairro Granja Portugal, a ser comemorado no dia 12 de setembro de cada ano. |
| SER 5                         | 39         | Siqueira                      | 0,149       | 33.628            |                                      | Siqueira é um bairro de classe média da Zona Oeste de Fortaleza. O bairro fica situado na divisa entre Fortaleza e Maracanaú. Leva o seu nome o Terminal do Siqueira, um dos mais movimentados dos 9 terminais da metrópole de Fortaleza. Um diferencial do bairro é o Aeródromo Feijó, localizado no centro do bairro. |
| SER 6                         | 26         | Aerolândia                    | 0,311       | 11.360            |                                      | |
| SER 6                         | 26         | Alto da Balança               | 0,347       | 12.814            |                                      | |
| SER 6                         | 27         | Cidade dos Funcionários       | 0,572       | 18.256            | 1952                                 | |
| SER 6                         | 27         | Jardim das Oliveiras          | 0,270       | 29.571            |                                      | |
| SER 6                         | 27         | Parque Manibura               | 0,578       | 7.529             |                                      | |
| SER 6                         | 28         | Cambeba                       | 0,518       | 7.625             |                                      | |
| SER 6                         | 28         | Messejana                     | 0,376       | 41.689            | 01/01/1760                           | 13 de Janeiro de 2016 Lei Ordinária nº 10.440, de 13 de janeiro de 2016 Art. 1º. Fica estabelecida, no âmbito no Município de Fortaleza, a data oficial de fundação e aniversário do bairro Messejana, a ser comemorados no dia 1º de janeiro de cada ano. |
| SER 6                         | 28         | Parque Iracema                | 0,505       | 8.409             |                                      | |
| SER 6                         | 29         | Curió                         | 0,188       | 7.636             |                                      | |
| SER 6                         | 29         | Guajeru                       | 0,289       | 6.668             |                                      | |
| SER 6                         | 29         | José de Alencar               | 0,377       | 16.003            | 2010                                 | |
| SER 6                         | 29         | Lagoa Redonda                 | 0,253       | 27.949            |                                      | |
| SER 6                         | 30         | Coaçu                         | 0,255       | 7.188             |                                      | |
| SER 6                         | 30         | Paupina                       | 0,246       | 14.665            |                                      | |
| SER 6                         | 30         | São Bento                     | 0,198       | 11.964            | 29/12/2008                           | Decreto Legislativo nº 362, de 18/12/2008 publicado no D.O.M nº 13.972 de 29/12/2008. |
| SER 7                         | 22         | Praia do Futuro I             | 0,291       | 6.630             |                                      | |
| SER 7                         | 22         | Praia do Futuro II            | 0,168       | 11.957            |                                      | |
| SER 7                         | 23         | Cidade 2000                   | 0,562       | 8.272             |                                      | Criado oficialmente com a publicação do Decreto Legislativo nº 382, de 01/07/2009. |
| SER 7                         | 23         | Cocó                          | 0,762       | 20.492            |                                      | |
| SER 7                         | 23         | Manuel Dias Branco            | 0,337       | 1.447             |                                      | |
| SER 7                         | 24         | Engenheiro Luciano Cavalcante | 0,522       | 15.543            | 03/06/1968 03/04                     | Nova denominação do bairro Salineiro de Cocó (Lei nº 3.549, de 31/05/1968). Lei Ordinária nº 9.239, de 02 de julho de 2007 Art. 2º. É determinado o dia 3 de maio como data oficial de aniversário do Bairro Engenheiro Luciano Cavalcante. |
| SER 7                         | 24         | Guararapes                    | 0,768       | 5.266             |                                      | |
| SER 7                         | 24         | Salinas                       | 0,491       | 4.298             |                                      | |
| SER 7                         | 25         | Edson Queiroz                 | 0,350       | 22.210            | 13/06/1983                           | |
| SER 7                         | 25         | Sabiaguaba                    | 0,267       | 2.117             |                                      | |
| SER 7                         | 25         | Sapiranga / Coité             | 0,338       | 32.158            |                                      | |
| SER 8                         | 19         | Raquel de Queiroz             | 0,181       | 5.637             |                                      | Decreto Legislativo nº 1.089, de 8 de março de 2023, publicado no Diário Oficial de Fortaleza do dia 13. SAPL - Sistema de Apoio ao Processo Legislativo |
| SER 8                         | 19         | Itaperi                       | 0,368       | 22.563            | 12/03                                | Lei Ordinária nº 9.875, de 30 de dezembro de 2011 Art. 1º. Fica estabelecida, no âmbito do Município de Fortaleza, a data oficial de aniversário do bairro Itaperi, a ser comemorado no dia 12 de março de cada ano. Parágrafo único O aniversário do bairro Itaperi constará do calendário oficial de eventos do Município de Fortaleza.                                                                                               |
| SER 8                         | 19         | Serrinha                      | 0,283       | 28.770            |                                      | |
| SER 8                         | 20         | Boa Vista                     | 0,284       | 12.247            | 2009                                 | |
| SER 8                         | 20         | Dias Macedo                   | 0,271       | 12.111            | 30/09                                | Anteriormente chamado de Mata Galinha, por causa de reuniões comunitárias onde se consumia muito a ave. Lei Ordinária nº 9.664, de 07 de julho de 2010Art. 1º. Fica estabelecida, no âmbito do Município de Fortaleza, a data oficial de aniversário do bairro Dias Macedo, a ser comemorado no dia 30 de setembro de cada ano. |
| SER 8                         | 20         | Parque Dois Irmãos            | 0,251       | 27.236            |                                      | |
| SER 8                         | 20         | Passaré                       | 0,225       | 50.940            |                                      | |
| SER 8                         | 21         | José Walter                   | 0,395       | 33.427            |                                      | |
| SER 8                         | 21         | Planalto Ayrton Senna         | 0,168       | 39.446            | 05/03/2003                           | Denominação dada à área conhecida como Pantanal, no bairro José Walter (Lei nº 8.699, de 21/02/2003). |
| SER 9                         | 31         | Barroso                       | 0,187       | 29.847            |                                      | |
| SER 9                         | 31         | Cajazeiras                    | 0,305       | 14.478            |                                      | |
| SER 9                         | 32         | Conjunto Palmeiras            | 0,119       | 36.599            | 1970                                 | |
| SER 9                         | 32         | Jangurussu                    | 0,172       | 50.479            |                                      | |
| SER 9                         | 33         | Ancuri                        | 0,204       | 20.070            |                                      | |
| SER 9                         | 33         | Parque Santa Maria            | sem dados   | sem dados         | 18/09                                | Lei Ordinária nº 9.064, de 21 de dezembro de 2005 O aniversário do bairro Santa Maria constará do calendário oficial de eventos do Município de Fortaleza. Art. 2º. Fica determinado o dia 18 de setembro de cada ano à comemoração da data instituída no caput do art. 1º desta Lei. |
| SER 9                         | 33         | Pedras                        | 0,264       | 1.342             |                                      | |
| SER 10                        | 34         | Aracapé                       | sem dados   | sem dados         | 2019                                 | A denominação já era conhecida popularmente, mas só foi oficializado como bairro pelo decreto municipal 14.498 de 2019, desmembrando parte do Mondubim. |
| SER 10                        | 34         | Canindezinho                  | 0,136       | 41.202            |                                      | |
| SER 10                        | 34         | Conjunto Esperança            | 0,288       | 16.405            |                                      | |
| SER 10                        | 34         | Novo Mondubim                 | sem dados   | sem dados         | 2019                                 | Criado pelo decreto municipal 14.498 de 2019, desmembrando parte da Vila Manoel Sátiro. |
| SER 10                        | 34         | Parque Santa Rosa             | 0,243       | 12.790            |                                      | |
| SER 10                        | 34         | Parque São José               | 0,284       | 10.486            |                                      | |
| SER 10                        | 34         | Presidente Vargas             | 0,135       | 7.192             |                                      | |
| SER 10                        | 35         | Jardim Cearense               | 0,318       | 10.103            |                                      | |
| SER 10                        | 35         | Maraponga                     | 0,390       | 10.155            |                                      | |
| SER 10                        | 35         | Mondubim                      | 0,233       | 76.044            |                                      | |
| SER 10                        | 35         | Jardim Cearense               |             |                   |                                      | |
| SER 10                        | 35         | Vila Manoel Sátiro            | 0,292       | 37.952            |                                      | |
| SER 11                        | 36         | Bela Vista                    | 0,375       | 16.754            |                                      | |
| SER 11                        | 36         | Couto Fernandes               | 0,361       | 5.260             | 23/07/1956                           | Nova denominação do bairro Quilômetro 8 (Lei nº 1.066, de 19/07/1956). |
| SER 11                        | 36         | Demócrito Rocha               | 0,369       | 10.994            | 05/12/1967                           | Nova denominação do bairro Marupiara (Lei nº 3.480, de 04/12/1967). |
| SER 11                        | 36         | Panamericano                  | 0,373       | 8.815             |                                      | |
| SER 11                        | 36         | Pici                          | 0,219       | 42.494            |                                      | |
| SER 11                        | 37         | Autran Nunes                  | 0,182       | 21.208            |                                      | |
| SER 11                        | 37         | Dom Lustosa                   | 0,320       | 13.147            | 01/03/1978 DATA ANIVERSARIO 27/02    | Nova denominação do bairro Parque Santa Lúcia (Lei nº 4.977, de 27/02/1978. Limite: Ao Sul, Av Fernandes Távora; Ao Norte, Lagoa do Genibaú; a Oeste, com a Rua Arco-Verde; e a Leste com a Av. Perimetral. Lei Ordinária nº 9.611, de 26 de janeiro de 2010 Art. 1º. Fica estabelecida, no âmbito do Município de Fortaleza, a data oficial de aniversário do bairro Dom Lustosa, a ser comemorado no dia 27 de fevereiro de cada ano. |
| SER 11                        | 37         | Henrique Jorge                | 0,341       | 26.994            | 07/11/1963                           | Nova denominação do bairro Casa Popular (Lei nº 2.487, de 29/10/1963). |
| SER 11                        | 37         | João XXIII                    | 0,284       | 18.398            | 22/04/1977                           | Nova denominação das áreas conhecidas como Jardim Aclimação, Jardim Aurora, Parque Conquista, Parque Itu, Parque Pitininga, Parque Santa Cruz e Parque Santa Fé (Lei nº 4.850, de 13/04/1977). |
| SER 11                        | 37         | Jóquei Clube                  | 0,406       | 19.331            |                                      | |
| SER 11                        | 38         | Conjunto Ceará I              | 0,360       | 19.221            |                                      | |
| SER 11                        | 38         | Conjunto Ceará II             | 0,362       | 23.673            |                                      | |
| SER 11                        | 38         | Genibaú                       | 0,139       | 40.336            | 06/01/1982 DATA DE ANIVERSARIO 28/12 | Bairro Parque Genibaú é a nova denominação de área conhecida como Quilômetro 10, Veneza, Coronel Francisco Nunes ou mesmo Parque Genibaú (Lei nº 5.539, de 28/12/1981). Lei Ordinária nº 9.612, de 26 de janeiro de 2010 Art. 1º. Fica estabelecida, no âmbito do Município de Fortaleza, a data oficial de aniversário do bairro Parque Genibaú, a ser comemorado no dia 28 de dezembro de cada ano.                                   |
| SER 12                        | 1          | Centro                        | 0,557       | 28.538            |                                      | |
| SER 12                        | 1          | Moura Brasil                  | 0,285       | 3.765             | 1877                                 | |
| SER 12                        | 1          | Praia de Iracema              | 0,720       | 3.130             |                                      | |

Fontes: IBGE, SEPLA e Prefeitura de Fortaleza.

## Outras divisões administrativas

### Distritos
Antigos distritos, mas que hoje se integram a cidade de Fortaleza como bairros:
- Antônio Bezerra
- Fortaleza (Sede)
- Messejana
- Mondubim
- Parangaba

### Distritos policiais
Fortaleza está dividida em 24 distritos policiais.
- 1º Distrito Policial - Monte Castelo

- 2º Distrito Policial - Meireles (distrito pólo)

- 3º Distrito Policial - Otávio Bonfim

- 4º Distrito Policial - Sede no Pio XII (São João do Tauape)
- 5º Distrito Policial - Sede na Parangaba (p)
- 6º Distrito Policial - Sede na Messejana
- 7º Distrito Policial - Sede no Pirambú  (p)
- 8º Distrito Policial - Sede no José Walter (p)
- 9º Distrito Policial - Sede na Praia do Futuro
- 10º Distrito Policial - Sede no Antonio Bezerra
- 11º Distrito Policial - Sede no Pan-americano
- 12º Distrito Policial - Sede no Conjunto Ceará (p)
- 13º Distrito Policial - Sede na Cidade dos Funcionários
- 15º Distrito Policial - Sede na Cidade 2000
- 16º Distrito Policial - Sede no Dias Macedo
- 17º Distrito Policial - Sede no Conjunto Vila Velha
- 19º Distrito Policial - Sede no Conjunto Esperança
- 25º Distrito Policial - Sede na Vila União
- 26º Distrito Policial - Sede no Edson Queiroz
- 27º Distrito Policial - Sede no João XXIII
- 30º Distrito Policial - Sede no Conjunto São Cristóvão (p)(Jangurussú)
- 32º Distrito Policial - Sede na Granja Lisboa
- 33º Distrito Policial - Sede no Goiabeiras(Barra do Ceará)
- 34º Distrito Policial - Sede no Farias Brito (p)

legenda: (p) - distrito pólo

### Registro de Imóveis
Fortaleza possui seis zonas de ofícios imobiliários que são:
- 1ª Zona - Cartório - Anderson Cysne - Oficial
- 2ª Zona - Cartório - Álvaro Melo - Oficial
- 3ª Zona - Cartório - Manuel Castro Filho - Oficial
- 4ª Zona - Cartório - Miranda Bezerra - Oficial
- 5ª Zona - Cartório de Registro de Imóveis - Oficial em exercício
- 6ª Zona - Cartório - Francisco de Sales Alcântara Passos - Oficial

### Zonas eleitorais
Fortaleza é dividida em treze zonas eleitorais.
- 1ª zona - Aldeota, Mucuripe, Papicu, Cais do Porto, Cidade 2000, Vicente Pinzón, Varjota, Lourdes, Praia do Futuro II;
- 2ª zona - Messejana, Guajerú, Lagoa Redonda, Paupina, José de Alencar, Coaçú;
- 3ª zona - Jacarecanga, Meireles, Praia Iracema, Aldeota, Arraial Moura Brasil;
- 82ª zona - Álvaro Weyne, Cristo Redentor, Carlito Pamplona, Monte Castelo, Ellery, Jacarecanga, São Gerardo;
- 83ª zona - Antônio Bezerra, Bela Vista, Henrique Jorge, Pici, Demócrito Rocha, Jóquei Clube, Dom Lustosa, Montese, João XXIII;
- 94ª zona - Antônio Bezerra, Quintino Cunha, Vila Velha, Jardim Iracema, Jardim Guanabara, Padre Andrade;
- 112ª zona - Jardim das Oliveiras, Cidade dos Funcionários, Parque Manibura, Sapiranga, Edson Queiroz, Engenheiro Luciano Cavalcante;
- 113ª zona - Benfica, José Bonifácio, Damas, Jardim América, Montese, Bom Futuro, Amadeu Furtado, Rodolfo Teófilo, Parquelândia, Farias Brito, Vila União, Itaoca, Centro;
- 114ª zona - Álvaro Weyne, Barra do Ceará, Presidente Kennedy, Cristo Redentor, Floresta;
- 115ª zona - Vila Peri, Mondubim, Montese, Parangaba,  Manuel Sátiro, Maraponga, Montese, Itaperi, Serrinha, Jardim Cearense;
- 116ª zona - Granja Portugal, Bom Jardim, Granja Lisboa, João XXIII, Bonsucesso; Conjunto Ceará
- 117ª zona -  Manuel Sátiro, Vila Peri, Conjunto Esperança, Bom Jardim, Siqueira, Parque Presidente Vargas, Canindezinho, Parque Santa Rosa, Parque São José;
- 118ª zona - Parque Dois Irmãos, Boa Vista, Passaré, Dias Macedo, Mondubim, Serrinha.